# Enrique II de Guisa

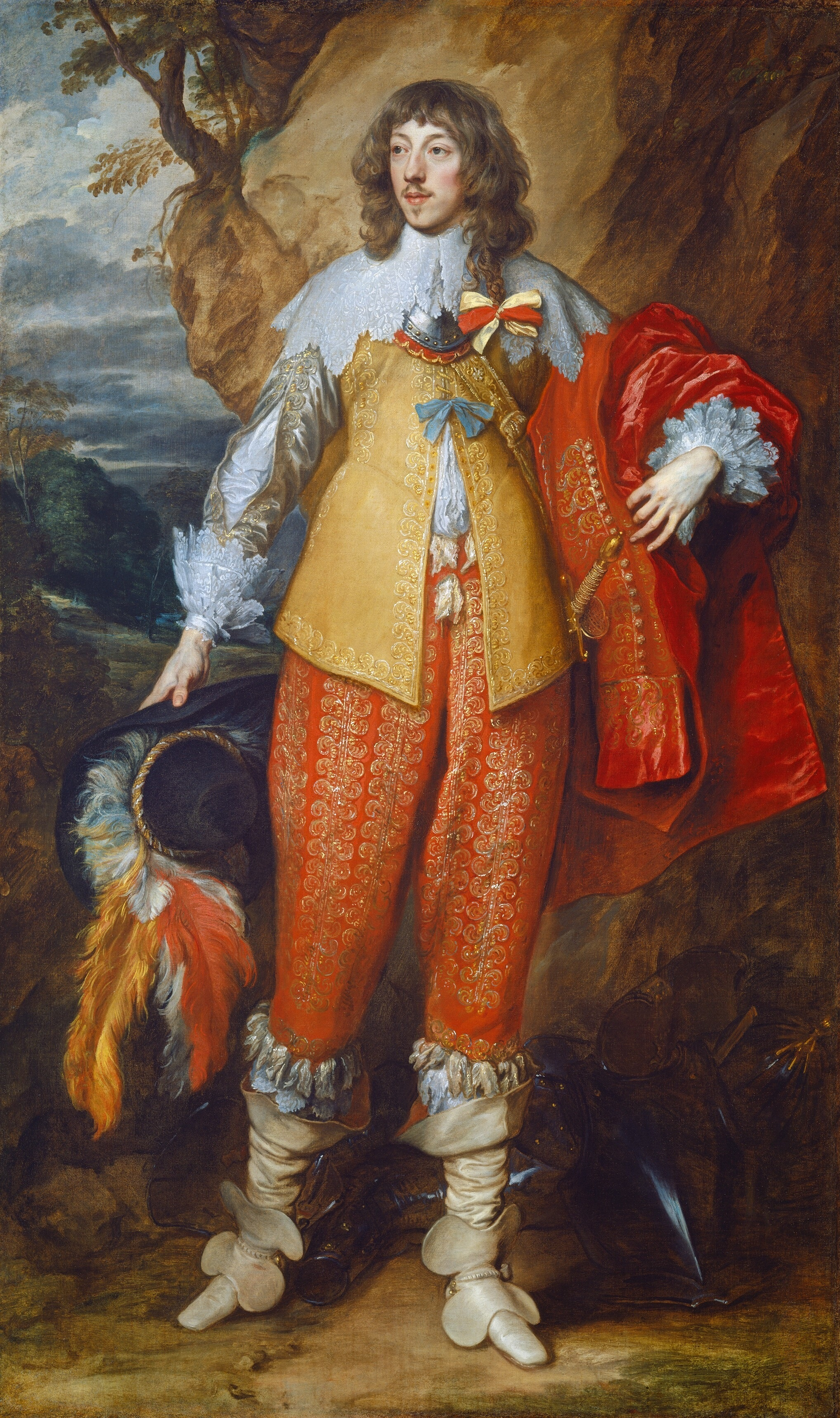
Enrique II de Lorena, Duque de Guisa, por Anthony van Dyck en 1634.

Enrique II de Lorena-Guisa, nacido el 4 de abril de 1614 en París y fallecido el 2 de junio de 1664 en la misma ciudad, fue un noble francés, arzobispo de Reims de 1629 a 1640, luego quinto duque de Guisa de 1640 a 1664, príncipe de Joinville de 1640 a 1641 y conde de Eu de 1640 a 1657. Era el segundo hijo de Carlos, Duque de Guisa y de Enriqueta Catalina de Joyeuse.

## Biografía

### Familia
Enrique II de Guisa, el menor de la familia, estaba destinado a la vida religiosa. A los quince años fue nombrado arzobispo de Reims. La muerte, con un año de diferencia, de su padre y de su hermano mayor en 1639 le llevó a ser relevado de sus votos y a convertirse en el quinto duque de Guisa.
Según Tallemant des Réaux, el amor de Enrique de Lorena por su prima Ana de Gonzague comenzó en la abadía de Avenay [2]. Según Levesque de La Ravalière, en 1636, 

«el arzobispo que estaba en París recibió del rey la orden de retirarse a Reims, porque en París llevaba una vida poco ejemplar: la asamblea general del clero celebrada allí se escandalizó mucho... El 29 de julio, Mons. de Reims, que se encontraba en su castillo de Courville, recibió cartas del Rey ordenándole abandonar Reims y retirarse a su abadía de Fescamp... También se dice que iba con demasiada frecuencia, e incluso disfrazado, a la abadía de Avenai, y que tuvo amoríos con la princesa Ana, hija del duque de Mantua, y hermana de la abadesa».

Ese mismo año, firmó un compromiso de matrimonio con Anne de Gonzague, que se cumpliría en cuanto la familia de ésta, consintiendo su unión, le hubiera asegurado una renta que le permitiera renunciar a los beneficios eclesiásticos de los que gozaba en favor de uno de sus hermanos. Siempre según Tallemant, y de lo que se hace eco Alexandre Dumas en Louis XIV et son siècle, Enrique también se enamoró de la hermana de Ana, Bénédicte, abadesa de la abadía de Avenay, por la belleza de sus manos. Le declaró su amor durante una visita episcopal a la abadía.
En 1639 casó en secreto con su prima Ana María de Gonzaga (1616-1684), hija de Carlos I de Gonzaga, duque de Mantua, y de Catalina de Lorena. Separados en 1641, contrajo segundas nupcias en Bruselas (parroquia de Saints-Michel-et-Gudule), el 16 de noviembre de 1641, con Honorine de Glymes de Berghe (fallecida en 1679). Se separaron en 1643 y Enrique no tuvo hijos de sus dos matrimonios[5].
Murió sin descendencia y fue sucedido como sexto duque de Guisa, príncipe de Joinville y propietario del Hôtel de Guisa por su sobrino, Louis Joseph de Lorraine-Guise]. La finca de Meudon fue vendida en 1654 y la de Eu en 1657. La de Marchais y Liesse fue adjudicada a su hermana, Marie de Guise.

### Carrera eclesiástica
A la muerte del arzobispo de Reims, Gabriel de Sainte-Marie, en 1629, Enrique de Lorena, que entonces tenía quince años, estudiaba filosofía en el colegio de los jesuitas de Reims y vivía en la abadía de Saint-Remi, de la que era abad. También fue abad comendatario de Corbie.
Su padre le concedió el título de arzobispo de Reims, pero como aún no había recibido ninguna orden debido a su corta edad, el papa Urbano VIII nombró a Henri Clausse, obispo conde de Châlons, administrador del arzobispado. Henri obtuvo más tarde una cédula de Roma que le dispensaba del poder de ordenar en asuntos espirituales y temporales, y notificó inmediatamente al obispo sufragáneo que administraba en su nombre. Nombró vicario general a Henri Boivin, sobrino de François de Péricard, obispo de Tarso, nombrado para el obispado de Avranches[4].

### Actividad política
Conspiró con Luis de Borbón, conde de Soissons, contra Richelieu y luchó contra él en la batalla de Marfée. Fue condenado a muerte, pero huyó a Flandes. Sus bienes fueron confiscados. Indultado, regresa a Francia en 1643 y recupera el señorío de Guisa, mientras que su madre recibe Joinville.
Esperando poder llevar a cabo las antiguas pretensiones de su familia al Reino de Nápoles, se unió a la rebelión de Masaniello en 1647. La «Serenísima República de Nápoles» fue declarada, apelando a la protección de Francia y bajo el mando nominal del duque de Guisa (titulado dux a imitación de Venecia). Sin embargo, la falta de tacto de Guisa rápidamente lo enemistó con los napolitanos. Fue capturado por los españoles en 1648 a la caída de la república, convirtiéndose en prisionero en el Alcázar de Segovia hasta 1652. Llevó a cabo un segundo ataque contra Nápoles en 1654 que acabó en fracaso, en parte debido a la presencia de una flota inglesa bajo el mando de Robert Blake.
Tras estos hechos, se instaló París, convirtiéndose en el Gran Chambelán de Francia de Luis XIV. Lo sucedió su sobrino Luis José, Duque de Joyeuse.